# اپلتون، ایلینوی
اپلتون (به انگلیسی: Appleton) یک منطقهٔ مسکونی در ایالات متحده آمریکا است که در ایلینوی واقع شده است.